# Günther Kleinhanns
Günther Kleinhanns (* 22. Jänner 1943) ist ein österreichischer Architekt, Beamter, Lokalpolitiker (FPÖ) und Autor.

## Leben und Wirken
Kleinhanns lebt in Linz, war im Landeskonservatorat Oberösterreich im Dienst des Österreichischen Bundesdenkmalamtes und verfasste neben seiner beruflichen Tätigkeit zahlreiche regionalgeschichtliche Abhandlungen, die in Tages- und Wochenzeitungen sowie in Fachzeitschriften veröffentlicht wurden. Von 1989 bis 1993 war er Präsident der Mühlviertler Künstlergilde.
Bereits von 1998 bis 2009 gehörte er für die FPÖ dem Linzer Gemeinderat an und setzte sich dort in verschiedenen Ausschüssen besonders für die Erhaltung der Linzer Altstadt und für die Denkmalpflege ein. Von 2005 bis 2009 war er Mitglied des Landeskulturbeirates der Oberösterreichischen Landesregierung. Seit November 2015 gehört er wieder dem Linzer Gemeinderat an und übt dort die Funktion des Fraktionsobmannes der FPÖ aus.

## Schriften
- Aus dem bairischen Walde – Adalbert Stifter und der Schulbau in Oberösterreich. Linz 2006, ISBN 978-3-902226-47-1.
- mit Franz Pfeffer: Budweis – Linz - Gmunden – Pferdeeisenbahn und Dampfbetrieb auf 1106 mm Spurweite. 1982, ISBN 978-3-85416-082-3.
- mit Anton Hauser: Das Innviertel. 1991, ISBN 978-3-224-17656-0.
- mit Helmut Jäger-Waldau: Im Flug über die Donau – Von Passau bis Krems. 2002, ISBN 978-3-89812-169-9.

## Auszeichnungen
- Großes Ehrenzeichen der Stadt Linz (2010)